# Scorpio moulouya
Espèce
Scorpio moulouya est une espèce de scorpions de la famille des Scorpionidae.

## Distribution
Cette espèce est endémique de la région de Fès-Meknès au Maroc. Elle se rencontre dans le bassin de la Moulouya vers Missour, Lamjalil et Tenzil.

## Description
Le mâle holotype mesure 66,71 mm. Scorpio moulouya mesure de 53 à 67 mm.

## Systématique et taxinomie
Cette espèce a été décrite par Ythier et François en 2023.

## Étymologie
Son nom d'espèce lui a été donné en référence au lieu de sa découverte, le bassin de la Moulouya.

## Publication originale
- Ythier & François, 2023 : « The scorpion fauna of the Oriental region in Morocco (Scorpiones: Buthidae, Scorpionidae) with description of three new species of the genus Scorpio Linnaeus, 1758. » Faunitaxys, vol. 11, no 3, p. 1-15 (texte intégral).